# Des grives aux loups (mini-série)
Pour le roman initial, voir Des grives aux loups.
Des grives aux loups est une mini-série française en six parties de 52 minutes réalisée en 1984 par Philippe Monnier correspondant aux deux romans de Claude Michelet : Des grives aux loups et Les palombes ne passeront plus, et diffusée à partir du 5 octobre 1984 sur Antenne 2.
La majorité des scènes d'extérieur furent tournées à Saint-Robert, en Corrèze.

## Synopsis
Les heurs et malheurs d'une famille paysanne de Corrèze habitant le village de Saint-Libéral-sur-Diamond depuis la fin 1899 jusqu'aux années 1950, retraçant, entre autres, l'arrivée du modernisme (le chemin de fer, l'électricité) et les guerres.

## Distribution intégrale
Distribution des génériques de fin des versions VHS/DVD, reclassée et commentée.
Génériques de début : Bruno Devoldère, Maurice Barrier, Sonia Vollereaux (à partir de l'épisode 3), Jean-Jacques Moreau.

Famille Vialhe
- Pierre Nougaro (épisode 1): Édouard Vialhe (le grand-père)
- Germaine Delbat (épisodes 1 et 2) : Léonie Vialhe (la grand-mère)

- Maurice Barrier (épisodes 1 à 6) : Jean-Édouard Vialhe (le père)
- Suzanne Carra (épisodes 1 à 3) : Marguerite Vialhe (la mère)

- Bruno Devoldère (épisodes 1 à 6) : Pierre-Édouard Vialhe (fils de Jean-Édouard)
- Rodolphe Turbé (épisode 1) : Pierre-Édouard, 10/13 ans
- Sonia Vollereaux (épisodes 3 à 6) : Mathilde Vialhe (née Dupeuch, femme de Pierre-Édouard)

- Franck Cabot-David (épisode 6) : Jacques Vialhe (fils aîné de Pierre-Édouard, crédité comme Franck David)
- Orlando Ruiz van Hoof (épisode 4) : Jacques Vialhe, 10 ans
- Alexandre Sterling (épisode 5) : Jacques Vialhe, 17 ans
- Anne Rondeleux (épisode 6) : Michèle (femme de Jacques)

- Alain Lahaye (épisode 6) : Paul Vialhe (fils cadet de Pierre-Édouard)
- Frédéric Destaillats (épisode 4) : Paul, 12 ans
- Arnaud Lacoste (épisode 5) : Paul, 18 ans

- Carole Brenner (épisode 6) : Mauricette Vialhe (fille de Pierre-Édouard)
- Zoé Charny (épisode 4) : Mauricette, 8 ans
- Nathalie Dupont (épisode 5) : Mauricette, 15 ans
- Philippe Rochefort (épisode 6) : Jean-Pierre (mari de Mauricette, instituteur)

- Pauline Macia (épisodes 1 à 3, 5 et 6) : Louise Vialhe (fille cadette de Jean-Édouard)
- Caroline Vullin (épisode 1) : Louise Vialhe, 6/12 ans
- Jean-Paul Tribout (épisodes 1 et 2) : Octave (Flavien, premier mari de Louise, géomètre aux Chemins de Fer)
- Jean-Paul Tribout (épisodes 4 à 6) : Félix (fils de Louise)
- Isabelle Beauchêne (épisode 4) : Thérèse (femme de Félix)
- David Goarnigou (épisode 5) : Pierre, 3 ans (fils de Félix)

- Alix de Konopka (épisodes 1 à 3, 5 et 6) : Berthe Vialhe (fille benjamine de Jean-Édouard)
- Dorith Bijaoui (épisode 1) : Berthe, 7/9 ans
- Eric Moebus (épisodes 5 et 6) : Gérard, 14 ans (fils d'Helmut, le mari allemand de Berthe)

Famille Dupeuch
- Marius Laurey (épisode 1) : Émile Dupeuch (le père)
- Françoise Armel (épisodes 1 et 3) : Amélie Dupeuch (la mère, également créditée dans l'épisode 4)
- Jean-Jacques Moreau (épisodes 1 à 6) : Léon Dupeuch (fils aîné)
- Olivier Villaudy (épisode 1) : Léon, 12 ans
- Françoise Degeorges (épisodes 4 à 6) : Yvette (Chantalat, femme de Léon)
- Sonia Vollereaux (épisodes 3 à 6) : Mathilde Vialhe (née Dupeuch, fille)

Habitants de Saint-Libéral
- Stéphane Meldegg (épisodes 4 à 6) : Nicolas (Krajhalovic, réfugié serbe, commis chez les Vialhe)

- Louis Lyonnet (épisodes 1 à 3) : Antoine Gigoux (maire au début du siècle)
- Benoît Allemane (épisodes 1 et 2): Duroux (châtelain, maire avant la première guerre)
- Jean-Claude de Goros (épisodes 4 et 6) : Maurice (Jeantout, maire après la deuxième guerre)

- Pierre Destailles (épisodes 1 à 3) : Docteur Fraysse
- Yves Barsacq (épisodes 4 et 5) : Docteur Delpy (orthographié par erreur Yves Barascq)

- Jacques Lalande (épisode 1) : Abbé Feix
- Gérard Lecouvey (épisodes 3 et 4) : Abbé Verlhac
- Yvon Sarray (épisode 5) : Abbé Delclos

- Jacques Giraud (épisodes 1 à 3) : Chanlat (aubergiste)
- Martine Ferrière (épisodes 1 à 3) : Madame Chanlat (aubergiste)
- Rebecca Potok (épisodes 4 et 5) : Suzanne (aubergiste)

- Maurice Jacquemont (épisode 3) : Maître Lardy (notaire)
- René Morard (épisodes 1 à 5) : Jeantout (meilleur ami de Jean-Édouard, père de Maurice)
- Bernard Malaterre (épisodes 1 à 5) : Gaston (premier adjoint qui marie Pierre-Édouard et Mathilde)
- Claudine Mavros (épisodes 1 à 3) : Madame Lacoste (aide à l'accouchement d'Amélie Dupeuch)
- Gérard Boucaron (épisodes 1 et 2) : Monsieur Lanzac (instituteur)
- Jean Périmony (épisodes 1 et 2) : Bouyssoux (que Jean-Édouard va voir pour marier Louise à son fils)
- Jacques de Berne (épisode 1) : Tonin (jeté dans la fontaine par les italiens)
- Marcel Gassouk (épisode 1) : Mouly (installateur de l'enclos aux porcs)
- Bernard Malitte (épisode 1 voire 3) : chef de gare
- Georges Sellier (épisode 2) : Mathou (père Mathou, rencontré par Pierre-Édouard dans le train)
- Pierre Julien (épisode 2) : le postier
- Raymond Paquet (épisode 3) : facteur (durant la première guerre)
- Jean-Jacques Charrière (épisodes 4 à 6) : Brousse
- Jean-François Dérec (épisodes 4 à 6) : Tavet
- Michel Tugot-Doris (épisodes 4 à 6) : Delpeyroux
- Christian Sterne (épisode 5) : maquisard 1
- Sylvain Salnave (épisode 5) : maquisard 2
- Bruno Devienne (épisode 5) : F.F.I.

Autres personnages
- Sylvain Corthay (épisode 1) : Aries (intendant de la Compagnie des Chemins de fer)
- Pascal Lestage (épisode 1) : 1er poseur rails
- Guy Lenoir (épisode 1) : 2ème poseur rails
- Salvino di Pietra (épisode 1) : l'italien
- Pierre Bourbon (épisode 2) : le vendeur (de charrue)
- Marcel Roche (épisode 2) : Teyssandier (le propriétaire de la batteuse à vapeur)
- Franck-Olivier Bonnet (épisode 2) : Ponthier (cultivateur de betteraves à Meaux, non crédité)
- Françoise Rouleau (épisode 2) : Mme Ponthier
- Laurent Rey (épisode 2) : Jules Ponthier (camarade de service militaire de Pierre-Édouard)
- Tomas Hnevsa (épisode 2) : le pollack (ouvrier agricole chez les Ponthier)
- François Bernheim (épisode 3) : Docteur Vialhe (médecin militaire)
- Yvan Blanloeil (épisode 4) : le marchand (possible Monsieur Chantalat, père d'Yvette)
- Marc de Georgi (épisode 4) : ingénieur (société Fusion des Gaz pour l'E.D.F.)
- François Rostain (épisode 4) : chef équipe E.D.F.
- Claude Bouchery (épisode 4) : le vendeur de bœufs (possible acteur, non crédité)
- Jacky Wills (épisode 4) : Martial (le 1er faux acheteur)
- Philippe Cointin (épisode 4) : Albert (le 2ème faux acheteur)
- Étienne Padenaz (épisode 4) : Alfred (garde-champêtre qui accueille Nicolas)
- Robert Rondo (épisode 5) : Salas (réfugié, régisseur du château où travaille Louise)
- Joëlle Robin (épisode 5) : Madame Thibaud (réfugiée, cuisinière du château où travaille Louise)
- Jean Dubourdieu (épisode 5) : gendarme (annonçant à Léon le rappel des réservistes)
- Dominique Virton (épisode 6) : le médecin (qui soigne Léon Dupeuch)
- André Geyre (épisode 6) : adjudant gendarmerie (annonçant à Pierre-Édouard la mort de Paul)

## Fiche technique
- Réalisation : Philippe Monnier
- Adaptation et dialogues : Jean Chatenet d'après le roman de Claude Michelet
- Musique : Serge Franklin
- Chanson : Charles Dumont
- Son : Maurice Laroche
- Direction de la photographie : Francis Junek
- Direction de la production : Cyril Grize, Armand Tabuteau
- Montage : Robert Rongier
- Décors : André Jary
- Costumes : Claude Catulle
- Coproduction : Pathé cinéma, Antenne 2, SFP Productions, RTL Télévision

Source : Fiche technique.

### Décors
Identifiée dans la mini-série sous le nom de Saint-Libéral-sur-Diamond, la commune corrézienne de Saint-Robert sert de décor principal.
 
Certaines scènes ont également été tournées en Corrèze au château de Perpezac-le-Blanc et en Dordogne, à Beauregard-de-Terrasson.
Certaines scènes ont été tournées dans la Ferme de Monsieur, à Mandres-les-Roses.

## Épisodes
La décomposition initiale en six épisodes, telle que diffusée en 1984 sur les écrans de la télévision française, se retrouve indirectement dans les versions distribuées ultérieurement en VHS (1999) et DVD (2004), chacune en deux parties de 155 minutes, et découpées chronologiquement en 13 époques, dont 11 datées, comme suit (seule la première année citée ci-dessous apparaît à l’image).

### Première partie
1er épisode
1899 (-1901)
La veille de Noël 1899, dans la campagne enneigée de Saint-Libéral-sur-Diamond, deux garçonnets, Léon, fils d’Amélie et Émile Dupeuch, et Pierre-Édouard, fils de Marguerite et Jean-Édouard Vialhe, rentrent précipitamment d’une chasse aux grives, suivis par des loups auxquels ils doivent abandonner leurs prises. Une semaine plus tard, à l’aube de l’année 1900, vient au monde Mathilde Dupeuch, fille d’Amélie et Émile, et sœur de Léon. Se voyant atteint dans sa dignité après les aides offertes à l’occasion de la naissance de sa fille Mathilde et qu’il ne peut rendre vu sa faible condition sociale, Émile Dupeuch se pend.
1902 non mentionné (-1905)
En fin de scolarité, Pierre-Édouard ayant obtenu son certificat d’études primaires, lui et son père sont sollicités par l’instituteur et le curé du village pour lui faire poursuivre ses études. Jean-Édouard Vialhe refuse les propositions, tenant à conserver Pierre-Édouard à la ferme, aux côtés de ses deux sœurs Louise et Berthe.
1906 (-1909)
Sous l’impulsion de Jean-Édouard, adjoint au maire, et de son fils, la ferme Vialhe prospère grâce à l’acquisition de matériels modernes et à la proximité du chantier de construction de la voie de chemin de fer et pour lequel il sollicite et obtient l’approvisionnement en nourritures du personnel. Louise Vialhe s’éprend alors d’Octave, géomètre à la compagnie de chemins de fer. Ils projettent de se marier, ce qui n’est pas dans les objectifs de son père qui envisageait pour sa fille une autre alliance dans le voisinage; celui-ci l’éloigne alors à Tulle, loin de la ferme et d’Octave. Louise quitte Tulle, rejoint Octave et ils décident malgré tout de se marier. Un peu plus tard, de cette union naîtra Félix.
Pierre-Édouard part effectuer son service militaire, laissant son père seul homme pour gérer la ferme.

2ème épisode non mentionné
1910 (-1913)
Le chemin de fer arrive à Saint-Libéral. Édouard Vialhe, le grand-père, meurt (1909), ainsi que le mari de Louise, Octave, de maladie. Peu après son retour du service militaire, Pierre-Édouard se brouille avec son père, quitte la ferme et trouve du travail dans la région de Meaux. Léonie Vialhe, la grand-mère, meurt à son tour (1914).
1914 non mentionné
La guerre éclate en 1914, Berthe quitte également la ferme en cachette à l’occasion des obsèques du premier villageois tué à la guerre.

3ème épisode non mentionné
1915 (-1919)
Jean-Édouard devient maire de Saint-Libéral en remplacement du châtelain Duroux. Pierre-Édouard, rappelé, rencontre à la faveur d’une permission Mathilde, la jeune sœur de son ami Léon Dupeuch et, à la fin du conflit, retourne au pays après avoir frôlé la mort au combat.
1920 (-1922)
Pierre-Édouard et Mathilde décident de se marier, et, toujours brouillés avec Jean-Édouard opposé à leur mariage, les deux époux s’installent à Coste-Roche, fermette proche du village et achetée par Léon Dupeuch devenu maquignon.
Le premier enfant, Jacques arrive au foyer de Pierre-Édouard et Mathilde en 1920 alors que Jean-Édouard, le père, est devenu maire de Saint-Libéral.
La mère, Marguerite Vialhe, décède (1920), et Jean-Édouard se retrouve seul à la ferme, le retour de Pierre-Édouard et Mathilde n’étant pas encore à l’ordre du jour.

### Deuxième partie
4ème épisode
1923 (-1929)
Jean-Édouard Vialhe, isolé et vieillissant, ravalant ses rancœurs, se réconcilie avec Pierre-Édouard et Mathilde en leur laissant la gestion de la ferme.
Trois enfants sont arrivés dans la famille : Jacques (1920), Paul (1922) et Mauricette.
1930 (-1932)
Léon Dupeuch, nouveau maire de Saint-Libéral, annonce son mariage. L’électricité arrive au village. Pierre-Édouard Vialhe poursuit la modernisation de la ferme.
1933 (-1936)
Nicolas, réfugié serbe, est engagé pour travailler à la ferme qui continue à prospérer.
Jacques et Paul Vialhe poursuivent leur scolarité au collège de Brive, mais Paul, peu attiré par les études, quitte celles-ci et s’engage aux côtés de Léon Dupeuch comme aide-marchand de bestiaux.
Félix, fils de Louise Vialhe restée dans l’Orléanais, vient découvrir le pays avec sa femme Thérèse.

5ème épisode non mentionné
1937 (-1944)
Jacques Vialhe obtient son bac et s’inscrit dans une école vétérinaire.
Félix perd sa femme Thérèse en couche lors de la naissance de leur fils Pierre.
Berthe Vialhe, devenue parisienne, se marie avec un émigré allemand.
La guerre éclate en 1939. Jacques s’engage ; Félix est rappelé; Louise et son petit-fils Pierre se réfugient à la ferme.
Félix finit par rejoindre Londres. Jacques est prisonnier en Allemagne. Paul s’engage dans la Résistance et retrouve bientôt son cousin Félix en Angleterre. Berthe revient à son tour au pays avec son fils adoptif Gérard qu’elle laisse à Louise, en décidant de retourner à Paris où elle participe clandestinement à la Résistance, son mari allemand, opposant antinazi étant mort dans un camp.
Les Allemands entrent à Saint-Libéral.
Berthe Vialhe est arrêtée à Paris et part en captivité dans un camp.

6ème épisode non mentionné
1945 (-1955)
La Libération. Jacques rentre de sa captivité dans une ferme allemande. Berthe est rentrée de Ravensbruck et reste vivre à la ferme.
Paul a rempilé dans l’armée.
Jean-Édouard Vialhe meurt (1945) et Pierre-Édouard décide du partage des terres avec ses sœurs.
Mauricette se marie. Jacques, à qui est promise la ferme familiale, rencontre Michèle et se marie (1946). Léon Dupeuch achète le château du village.
Jacques reprend la ferme et s’installe provisoirement à Coste-Roche comme jadis ses parents. Il poursuit la modernisation de la ferme. 
Paul revient en permission avant de partir en Indochine.
Jacques se présente aux élections cantonales, aidé par Léon Dupeuch, et devient conseiller général de Corrèze.
1956 (-1968)
Nicolas, le commis, meurt au pied de ses ruches (1956). Paul est tué en Algérie pendant les événements (1958). Louise revient vivre au pays auprès de son frère et de sa sœur.
Pierre-Édouard et Mathilde Vialhe, désormais âgés, se retirent progressivement des travaux de la ferme avec la satisfaction des devoirs accomplis.

## Récompenses
- La série s'est vu décerner le 7 d'Or du meilleur feuilleton pour l'année 1985.

## Édition en vidéo
- Coffret de cassettes VHS paru en 1999
- Coffret de 2 DVD paru en 2004

Des grives aux loups, d'une durée totale de 315 minutes (5 heures 15).